# Středolevicová koalice
Středolevicová koalice (italsky Coalizione di centro-sinistra, zkratka CSX), dříve také znamá jako Olivovník (L'Ulivo) a Itálie. Obecné blaho (Italia. Bene Comune), je volná italská politická koalice. Od svého založení roku 1995 představuje pod různými názvy vedle Středopravicové koalice jeden ze dvou pólů italské politiky. Monopolní postavení obou koalic bylo narušeno až roku 2013 nástupem Hnutí pěti hvězd.
Na rozdíl od svého heterogenního středopravicového protějšku ve Středolevicové koalici dominuje Demokratická strana, ostatní uskupení mají znatelně menší zastoupení v parlamentu i podporu v průzkumech.

## Složení pro parlamentní volby 2022
Následující tabulka obsahuje strany, které v rámci Středolevicové koalice kandidovaly v parlamentních volbách 2022.
Složení koalice není mimo období parlamentních voleb pevné a na regionální úrovni se může lišit. Většinou však zahrnuje právě níže uvedené strany.
| Strana | Strana              | Ideologie                | Lídr              | Parlament | Regiony |
| ------ | ------------------- | ------------------------ | ----------------- | --------- | ------- |
|        | Demokratická strana | Sociální demokracie      | Elly Schlein      | 69/400    | 188/897 |
|        | Zelená Evropa       | Zelená politika          | Angelo Bonelli    | 11/400    | 8/897   |
|        | Italská levice      | Demokratický socialismus | Nicola Fratoianni | 4/400     | 4/897   |
|        | Více Evropy         | Liberalismus             | Emma Bonino       | 2/400     | 1/897   |

#### Strany v některých volbách spolupracující s CSX
| Strana | Strana           | Ideologie             | Lídr           | Parlament | Regiony |
| ------ | ---------------- | --------------------- | -------------- | --------- | ------- |
|        | Hnutí pěti hvězd | Populismus            | Giuseppe Conte | 52/400    | 59/897  |
|        | Akce             | Sociální liberalismus | Carlo Calenda  | 11/400    | 8/897   |
|        | Italia Viva      | Liberalismus          | Matteo Renzi   | 10/400    | 16/897  |

## Koalice Olivovník (1995-2005)

### Založení a první volební období

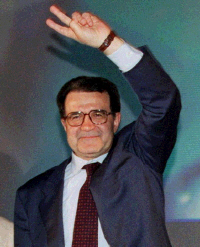
Romano Prodi v roce 1996

Středolevicová koalice byla založena roku 1995 jako koalice Olivovník (italsky L’Ulivo). Za jejím vytvořením stál Romano Prodi, prominentní profesor ekonomie a bývalý člen Křesťanské demokracie. Olivovník v sobě spojoval strany vymezující se vůči vládě Silvia Berlusconiho, jehož byl Prodi nesmlouvavý kritik. Jednalo se o Demokratickou stranu levice, nástupnickou stranu Italské komunistické strany, Italskou lidovou stranu, dědičku Křesťanské demokracie, a několik menších uskupení. Tato koalice překvapivě vyhrála parlamentní volby 1996; Prodi se následně stal předsedou vlády.
Prodiho vláda ale roku 1998 padla, když přišla o podporu Strany komunistické obnovy. V následujících letech byl Olivovník jádrem koaličních kabinetů Massima D'Alemy a Giuliana Amata.

#### Složení koalice pro volby 1996
| Strana | Strana                              | Ideologie                | Lídr            | Výsledek |
| ------ | ----------------------------------- | ------------------------ | --------------- | -------- |
|        | Demokratická strana levice          | Demokratický socialismus | Massimo D'Alema | 172/630  |
|        | Lidovci za Prodiho (PPI-UD-PRI-SVP) | Křesťanská demokracie    | Franco Marino   | 69/630   |
|        | Italská obroda                      | Liberalismus             | Lamberto Dini   | 26/630   |
|        | Federace zelených                   | Zelená politika          | Franco Corleone | 14/630   |
|        | Síť                                 | Protikorupční politika   | Leoluca Orlando | 3/630    |
|        | Ladinská autonomistická unie        | Regionalismus            |                 | 1/630    |

### Volby 2001 a federace Olivovník
V roce 2001 Olivovník obhajoval volební vítězství; volebním lídrem se stal Francesco Rutelli, lídr křesťanskodemokratické La Margherity. Sestával z Levicových demokratů (nástupce Demokratické strany levice), La Margherity (nástupce Italské lidové strany) a dalších formací od komunistů po centristy. Všeobecné volby ale koalice prohrála a k moci se vrátil Berlusconi.
Roku 2004 se Olivovník přeměnil ve federaci politických stran, zahrnující Levicové demokraty, La Margheritu a další dvě malá uskupení. Lídrem federace se stal opět Romano Prodi, který do té doby zastával funkci předsedy Evropské komise.

#### Složení koalice pro volby 2001
| Strana | Strana                     | Ideologie                | Lídr               | Výsledek |
| ------ | -------------------------- | ------------------------ | ------------------ | -------- |
|        | Levicoví demokraté         | Demokratický socialismus | Massimo D'Alema    | 136/630  |
|        | La Margherita              | Křesťanská demokracie    | Francesco Rutelli  | 83/630   |
|        | Slunečnice (FdV-SDI)       | Ekosocialismus           | Enrico Boselli     | 17/630   |
|        | Strana italských komunistů | Komunismus               | Oliviero Diliberto | 10/630   |
|        | Jihotyrolská lidová strana | Regionalismus            |                    | 3/630    |
|        | Údolí Aosty                | Regionalismus            |                    | 1/630    |

## Koalice Jednota (2005-2008)

### Volby 2006
Pro parlamentní volby 2006 středolevice vytvořila širší koalici, kde se kromě stran sdružených v Olivovníku sešla další menší uskupení; tato aliance byla nazvána Jednota (italsky L’Unione). Ačkoli byl staronový lídr Romano Prodi ekonomicky orientován do středu a pilířem koalice byli opět Levicoví demokraté a La Margherita, do nového uskupení byly začleněny i krajně levicové formace. Jednalo se o skalní komunisty ze Strany komunistické obnovy, reformní Stranu italských komunistů nebo radikálně zelenou Federaci zelených. Důvodem jejich účasti byla vyrovnanost italské levice a pravice, ve kterých byla jejich voličská základna rozhodující.
Ve volbách Jednota velmi těsně vyhrála, a to s minimálním náskokem 20 000 hlasů. Berlusconi výsledky původně nechtěl uznat, hlasy musel přepočítávat soud. Prodi následně vytvořil vládu.

#### Složení koalice pro volby 2006
| Strana | Strana                       | Ideologie                | Lídr                    | Výsledek |
| ------ | ---------------------------- | ------------------------ | ----------------------- | -------- |
|        | Levicoví demokraté           | Demokratický socialismus | Piero Fassino           | 136/630  |
|        | La Margherita                | Křesťanská demokracie    | Francesco Rutelli       | 90/630   |
|        | Strana komunistické obnovy   | Komunismus               | Fausto Bertinotti       | 41/630   |
|        | Růže v pěsti (RI-SDI)        | Sociální liberalismus    | Emma Bonino             | 18/630   |
|        | Itálie hodnot                | Protikorupční politika   | Antonio Di Pietro       | 17/630   |
|        | Strana italských komunistů   | Komunismus               | Oliviero Diliberto      | 16/630   |
|        | Federace zelených            | Zelená politika          | Alfonso Pecoraro Scanio | 15/630   |
|        | Unie demokratů pro Evropu    | Křesťanská demokracie    | Clemente Mastella       | 10/630   |
|        | Jihotyrolská lidová strana   | Regionalismus            | Luis Durnwalder         | 4/630    |
|        | Autonomie svoboda demokracie | Regionalismus            | Roberto Nicco           | 1/630    |

### Nestabilní vláda a vytvoření Demokratické strany
První vážná krize přišla v únoru 2007, když Prodiho vláda v Senátu prohrála hlasování o své koncepci zahraniční politiky. Ta byla hlavním kámenem úrazu vládní koalice; mezi komunisty a zelenými na jedné straně a centristy na druhé propukaly ostré spory. V reakci na porážku v hlasování kabinet rezignoval. Nakonec byl ale dohodnut jeho návrat, když další Prodiho vláda v Senátu důvěru těsně získala.
V první polovině roku 2007 se federace Olivovník přeměnila na plnohodnotnou politickou stranu. Spojila v sobě páteřní strany Středolevicové koalice, tj. Levicové demokraty a La Margheritu. Byla nazvána Demokratickou stranou, ideově se i inspirovala americkou Demokratickou stranou.
Na začátku roku 2008 ale přišla další krize, když vládu opustila centristická formace Unie demokratů pro Evropu. Následkem toho kabinet ztratil důvěru v Senátu a podal demisi.

## Koalice vedené Demokratickou stranou (2008-současnost)

### Opoziční období (2008-2013)
Po pádu Prodiho vlády následovaly v dubnu 2008 předčasné volby; středolevice se jich účastnila pod prostým názvem Středolevicová koalice a vedl ji někdejší starosta Říma Walter Veltroni. Pilířem byla Demokratická strana; kromě ní aliance sdružovala jen protikorupční stranu Itálie hodnot a tradičně též regionální uskupení z Jižního Tyrolska a Údolí Aosty. Do koalice již nebyla zahrnuta krajní levice, reprezentovaná komunisty a zelenými.
Průzkumy ale ukazovaly suverénní vedení Středopravicové koalice Silvia Berlusconiho; Veltroni si ani nekladl za cíl vítězství, nýbrž pouhou hranici 35% hlasů. Toho nakonec dosáhl; do úřadu premiéra se ale vrátil Berlusconi a Veltroniho koalice se po dvou letech vrátila do opozice.
Berlusconiho kabinet nicméně na podzim 2011 padl. Vzápětí jej nahradila úřednická vláda Maria Montiho, kterou středolevice podporovala. Monti úřadoval až do řádných voleb v únoru 2013.

#### Složení koalice pro volby 2008
| Strana | Strana                       | Ideologie              | Lídr              | Výsledek |
| ------ | ---------------------------- | ---------------------- | ----------------- | -------- |
|        | Demokratická strana          | Sociální demokracie    | Walter Veltroni   | 217/630  |
|        | Itálie hodnot                | Protikorupční politika | Antonio Di Pietro | 29/630   |
|        | Jihotyrolská lidová strana   | Regionalismus          |                   | 2/630    |
|        | Autonomie svoboda demokracie | Regionalismus          | Roberto Nicco     | 1/630    |

### Volby 2013
Pro parlamentní volby 2013 byla sestavena koalice Itálie. Obecné blaho (italsky Italia. Bene Comune). Kromě Demokratické strany zahrnovala ještě levicovou formaci Levice ekologie svoboda, centristický Demokratický střed a Jihotyrolskou lidovou stranu. V primárkách konaných na konci roku 2012 zvítězil Pier Luigi Bersani, odborář starého střihu, když porazil reformního centristu Mattea Renziho.
Dosavadní suverénní postavení obou koalic nahlodalo Hnutí pěti hvězd (M5S) komika Beppe Grilla, které získalo 25% hlasů. Stejně tak středová koalice premiéra Maria Montiho S Montim pro Itálii dostala přes 10%. Středolevice volby do Poslanecké sněmovny i do Senátu tedy vyhrála i s poměrně malým ziskem kolem třiceti procent. Ve sněmovně obsadila díky bonusu pro vítěze velkou většinu 345 křesel, v Senátu ale dostala pouze 123 mandátů, což ani s předpokládanou podporou Montiho koalice na většinu nestačilo. Bersani proto musel vyjednat dohodu buď s M5S, nebo s Lidem svobody Silvia Berlusconiho.
Antisystémové Hnutí pěti hvězd spojení se zavedenými politickými stranami odmítlo, jedinou alternativou proto byl Berlusconi. Po komplikovaných jednáních vznikla kompromisní vláda, do jejíhož čela se postavil demokrat Enrico Letta a v níž měl Lid svobody pět zástupců.

#### Složení koalice pro volby 2013
| Strana | Strana                     | Ideologie                | Lídr               | Výsledek |
| ------ | -------------------------- | ------------------------ | ------------------ | -------- |
|        | Demokratická strana        | Sociální demokracie      | Pier Luigi Bersani | 297/630  |
|        | Levice ekologie svoboda    | Demokratický socialismus | Nichi Vendola      | 37/630   |
|        | Demokratický střed         | Centrismus               | Bruno Tabacci      | 6/630    |
|        | Jihotyrolská lidová strana | Regionalismus            | Luis Durnwalder    | 5/630    |

### Středolevicové vlády (2013-2018)

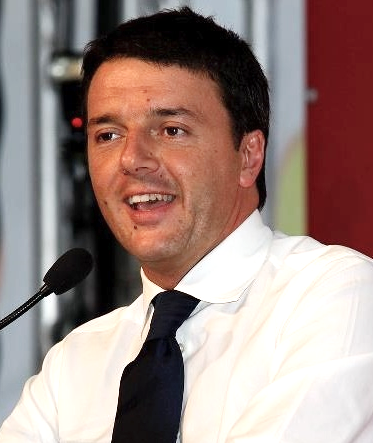
Matteo Renzi

Berlusconi novou vládu torpédoval požadavky a dokonce i pokusy o vyslovení nedůvěry, až nakonec podporu kabinetu definitivně vypověděl. Od Lidu svobody se ale odtrhli jeho ministři vedení dosavadním Berlusconiho protégé Angelinem Alfanem a založili vlastní stranu Nová středopravice (NCD). NCD ve vládní koalici zůstala, ta tak přestala být závislá na Berlusconim.
Lettu ale ostře kritizoval Renzi, který se mezitím stal šéfem Demokratické strany, zejména za pomalé tempo ekonomických reforem. V únoru 2014 vyzvalo širší vedení demokratů Lettu k rezignaci. Ten tak učinil a ve funkci premiéra jej nahradil Renzi.
Renziho vláda byla z hlediska hospodářských ukazatelů poměrně úspěšná; nezaměstnanost mírně klesala, ekonomika pomalu rostla a dařilo se řešit problém státního dluhu i migrace. Vládní reformy ale nebyly populární a vaz kabinetu zlomilo referendum o změně volebního systému na konci roku 2016. Jej Renzi spojil se svou budoucností v čele vlády a prohrál; proto podal demisi, v čele strany ale zůstal.
Do funkce předsedy vlády nastoupil Paolo Gentiloni, kde zůstal až do parlamentních voleb v březnu 2018.
Na začátku roku 2017 se Renzi dostával pod tlak levicového křídla Demokratické strany, které mu vyčítalo příklon k politickému středu. V únoru se Renziho levicoví kritici od Středolevicové koalice odtrhli a vytvořili stranu Článek jedna. Patřili mezi ně i někdejší lídři koalice jako Massimo D'Alema nebo Pier Luigi Bersani.

### Porážka ve volbách 2018
Do parlamentních voleb 2018 koalici vedl Matteo Renzi. Tentokrát postrádala název, byla zkrátka Středolevicovou koalicí. Zahrnovala Demokratickou stranu, liberální uskupení Více Evropy, Jihotyrolskou lidovou stranu a dvě malé středolevé kandidátky. Radikální levice z Článku jedna kandidovala mimo středolevici v uskupení Svobodní a rovní.
V hlasování středolevice zažila velkou porážku, když navzdory předvolebním průzkumům získala jen necelých 23% hlasů. Renzi rezignoval z čela demokratů a vládu sestavilo populistické Hnutí pěti hvězd s pravicově protestní Ligou.

#### Složení koalice pro volby 2018
| Strana | Strana                     | Ideologie             | Lídr              | Výsledek |
| ------ | -------------------------- | --------------------- | ----------------- | -------- |
|        | Demokratická strana        | Sociální demokracie   | Matteo Renzi      | 112/630  |
|        | Jihotyrolská lidová strana | Regionalismus         | Philipp Achammer  | 4/630    |
|        | Více Evropy (RI-FE-CD)     | Liberalismus          | Emma Bonino       | 3/630    |
|        | Lidová občanská kandidátka | Křesťanská demokracie | Beatrice Lorenzin | 2/630    |
|        | Spolu (FdV-PSI)            | Progresivismus        | Giulio Santagata  | 1/630    |

### 2018-2022
Koalice M5S a Ligy se ale na konci léta 2019 rozpadla. Následně byla překvapivě vytvořena vláda, ve které se sešli zástupci Hnutí pěti hvězd a Demokratické strany. Za strůjce tohoto paktu byl považován Matteo Renzi.
V roce 2019 se do Středolevicové koalice také vrátili původní levicoví odpadlíci ze strany Článek jedna. Zároveň byla aliance obohacena o dvě uskupení, která se odtrhla od Demokratické strany; jedná se o Živou Itálii Mattea Renziho a Akci Carla Calendy.
Renziho strana v lednu 2021 zapříčinila rozpad koalice; následně byla vytvořena vláda národní jednoty pod vedením Maria Draghiho, kde se sešly všechny relevantní italské politické strany kromě postfašistických Bratrů Itálie. V ní měl levý střed pět ministrů.
Na úrovni regionů se také začalo se středolevicí spojovat Hnutí pěti hvězd /M5S/ (roku 2019 v Umbrii, 2020 v Ligurii a naposledy v září 2021 v Kalábrii). Na vládní a parlamentní úrovni se též rozvíjela spolupráce mezi M5S a Demokratickou stranou; po zvolení Giuseppa Conteho lídrem hnutí se zvýšily šance na další utužení vztahu. Nicméně poté, co Hnutí pěti hvězd v červenci 2022 způsobilo pád vlády Maria Draghiho, lídr PD Enrico Letta spolupráci s ním vyloučil.
Vedle možné koalice PD a M5S se ale také spekululovalo o vytvoření liberální aliance, zejména ze stran levého středu, kterým nebylo spojení s Hnutím pěti hvězd blízké. Jedná se o Akci, Živou Itálii či Více Evropy, eventuálně i se středopravou stranou Forza Italia.

### Od voleb 2022

#### Složení koalice pro volby 2022
| Strana | Strana                                                 | Ideologie           | Lídr                               | Parlament |
| ------ | ------------------------------------------------------ | ------------------- | ---------------------------------- | --------- |
|        | Demokratická a progresivní Itálie (PD–Art.1–PSI–DemoS) | Sociální demokracie | Enrico Letta                       | 69/400    |
|        | Aliance Zelení a Levice (EV–SI)                        | Ekosocialismus      | Nicola Fratoianni & Angelo Bonelli | 11/400    |
|        | Více Evropy (RI–FE)                                    | Liberalismus        | Emma Bonino                        | 2/400     |
|        | Občanský závazek (IpF–CD)                              | Centrismus          | Luigi Di Maio                      | 1/400     |

## Volební výsledky

### Poslanecká sněmovna
| Volby | Hlasy      | Hlasy | Mandáty | Mandáty | Pozice | Postavení |
| Volby | Abs.       | %     | Abs.    | ±       | Pozice | Postavení |
| ----- | ---------- | ----- | ------- | ------- | ------ | --------- |
| 1996  | 16 355 985 | 43.6  | 323/630 | ▲110    | ▲1.    | Vláda     |
| 2001  | 16 209 944 | 43.5  | 247/630 | ▼76     | ▼2.    | Opozice   |
| 2006  | 19 036 986 | 49.8  | 348/630 | ▲101    | ▲1.    | Vláda     |
| 2008  | 13 689 202 | 37.5  | 239/630 | ▼109    | ▼2.    | Opozice   |
| 2013  | 10 047 603 | 29.5  | 345/630 | ▲106    | ▲1.    | Vláda     |
| 2018  | 7 506 723  | 22.9  | 122/630 | ▼223    | ▼3.    | Vláda     |
| 2022  | 7 337 975  | 26.1  | 85/400  | ▲       | ▲2.    | Opozice   |

### Senát republiky
| Volby | Hlasy      | Hlasy | Mandáty | Mandáty | Pozice |
| Volby | Abs.       | %     | Abs.    | ±       | Pozice |
| ----- | ---------- | ----- | ------- | ------- | ------ |
| 1996  | 14 548 006 | 44.6  | 167/315 | ▲44     | ▲1.    |
| 2001  | 13 282 495 | 39.2  | 128/315 | ▼39     | ▼2.    |
| 2006  | 17 118 364 | 49.2  | 158/315 | ▲30     | ▲1.    |
| 2008  | 12 457 182 | 38.7  | 130/315 | ▼28     | ▼2.    |
| 2013  | 9 686 683  | 31.6  | 127/315 | ▼3      | ▲1.    |
| 2018  | 6 947 199  | 23.0  | 58/315  | ▼69     | ▼3.    |
| 2022  | 7 161 688  | 25.4  | 44/200  | ▲       | ▲2.    |

### Regionální parlamenty
| Region                    | Rok  | Hlasy          | %    | Mandáty | ±   |
| ------------------------- | ---- | -------------- | ---- | ------- | --- |
| Údolí Aosty               | 2020 | 10 106 (3.)    | 15.5 | 7/35    | ▲7  |
| Piedmont                  | 2019 | 1 027 886 (2.) | 33.3 | 13/51   | ▼20 |
| Lombardie                 | 2018 | 1 414 674 (2.) | 29.1 | 19/80   | ▼3  |
| Jižní Tyrolsko            | 2018 | 73 512         | 25.9 | 10/35   | ▲5  |
| Trentino                  | 2018 | 63 350 (2.)    | 24.8 | 8/35    | ▼15 |
| Veneto                    | 2020 | 337 454 (2.)   | 16.4 | 9/51    | ▼3  |
| Furlansko-Julské Benátsko | 2018 | 110 217 (2.)   | 26.1 | 13/49   | ▼14 |
| Emilia-Romagna            | 2020 | 1 040 482 (1.) | 48.1 | 29/50   | ▼3  |
| Ligurie                   | 2020 | 242 652 (2.)   | 38.7 | 12/31   | ▼2  |
| Toskánsko                 | 2020 | 764 123 (1.)   | 47.1 | 25/41   | ▬0  |
| Marche                    | 2020 | 227 183 (2.)   | 36.5 | 9/31    | ▼10 |
| Umbrie                    | 2019 | 153 784 (2.)   | 36.8 | 8/21    | ▼7  |
| Lazio                     | 2018 | 867 393 (2.)   | 34.2 | 24/50   | ▼4  |
| Abruzzo                   | 2019 | 183 630 (2.)   | 30.6 | 6/31    | ▼13 |
| Molise                    | 2018 | 27 314 (3.)    | 18.8 | 2/21    | ▼11 |
| Kampánie                  | 2020 | 1 616 540 (1.) | 68.6 | 33/51   | ▲2  |
| Apulie                    | 2020 | 759 732 (1.)   | 45.3 | 28/51   | ▼2  |
| Basilicata                | 2019 | 96 000 (2.)    | 33.2 | 5/21    | ▼8  |
| Kalábrie                  | 2021 | 208 980 (2.)   | 27.4 | 8/30    | ▼2  |
| Sicílie                   | 2017 | 488 939 (3.)   | 25.4 | 13/70   | ▼26 |
| Sardinie                  | 2019 | 214 660 (2.)   | 30.1 | 18/60   | ▼18 |

## Seznam lídrů
- Volby 1996: Romano Prodi (nezávislý)
- Volby 2001: Francesco Rutelli (La Margherita)
- Volby 2006: Romano Prodi (nezávislý)
- Volby 2008: Walter Veltroni (Demokratická strana)
- Volby 2013: Pier Luigi Bersani (Demokratická strana)
- Volby 2018: Matteo Renzi (Demokratická strana)
- Volby 2022: Enrico Letta (Demokratická strana)